# Suppleant
En suppleant (uttal /sɵplɛˈaŋ/) är en person som valts att vid frånvaro eller frånfälle ersätta en ordinarie ledamot av en styrelse, nämnd, församling, utskott eller parlament.
I tidigare versioner av kommunallagen och kyrkoordningen i Sverige var det en väsentlig skillnad mellan ersättare och suppleant på så sätt att i de nämnder och styrelser, där ersättarna har närvarorätt (ofta i kommunstyrelsen och större nämnder) även då de inte tjänstgör, benämndes de suppleanter, medan i andra organ där ersättarna enbart har närvarorätt då de tjänstgör som ersättare för frånvarande ordinarie ledamot (till exempel arbetsutskott) benämndes de ersättare.
I nuvarande versioner av kommunallagen och kyrkoordningen är ordet konsekvent utbytt mot ersättare, oberoende av närvarorätt. I riksdagen används ordet konsekvent vad beträffar platser i riksdagsutskotten.
Inom näringslivet och föreningslivet är det fortfarande vanligt att ersättare i styrelsen kallas för suppleanter. Dessa väljs på årsmöte eller årsstämma.